# Paloviče
Paloviče so naselje v Občini Tržič.